# Mo i Rana
|  | For det danske band, se Mo-I-Rana (band) |
66°18′46″N 014°08′34″Ø / 66.31278°N 14.14278°Ø
Mo (sydsamisk: Måehvie) er en by i Rana kommune i Nordland fylke i Norge. Det er Nord-Norges fjerdestørste by, efter Tromsø, Bodø og Harstad, og Nordlands næststørste by med en befolkning på 18.141 mennesker (2011) og et areal på 13,32 km². Mellem 1923 og 1964 var den ladested, og fik fuld bystatus fra 1997. 
Byen ligger inderst ved Ranfjorden, syd for Saltfjellet og Polarcirklen og blev tidligere omtalt som Jernverksbyen efter den største virksomhed A/S Norsk Jernverk. 

## Thomas Edison og industrien skabte Rana

### Før krigen
I 1902 anlagde Thomas Edisons mineselskab DIOC en fabrik i Gullsmedvik, samt jernbane fra Vika til Storforshei, og stenknuseri og andre anlæg det samme sted. I Vika blev der bygget et produtionsanlæg for briketter, havn og et kulfyret kraftforsyningsanlæg. Dampen derfra drev generatorer, der fremstillede strøm. Dunderlandsværket var helt moderne med sin elektrificerede produktion. Nye patenter blev anvendt i stor skala, baseret på elektromotorer kun 20 år efter opstarten af verdens første elektricitetsnet. I 1906 startede Edisons Dunderland Iron Ore Company (DIOC) sin drift. Men problemerne med Rana-malmen var for store. På Storforshei var der en sky af støv omkring anlægget. Dunderlandsværket mislykkedes, selv om der senere var flere korte driftsperioder frem til krigsudbruddet i 1939.

### Efter krigen
10. juli 1946 vedtog Stortinget at anvende norske naturresurser til genopbygning af landet, hvor økonomisk lønsomhed ikke var det vigtigste, men at skabe selvforsyning og national stolthed  - i kontrast til dagens opfatning, hvor politikere og fagfolk anfører, at det falder for dyrt, urationelt og umoderne sammenlignet med at lade markedet styre under ejerskab udøvet af private eller - i praksis - udenlandsk storkapital.
Stortingets beslutning fik unge til at strømme fra nordlandskysten til det voksende samfund i Mo. Befolkningen tredoblede sig i løbet af 15 år. Folk flyttede ind i nybyggeri med indlagt vand og elektricitet, og med forretninger lige ved. For folk, der havde måtte slæbe vand fra brønde og vandløb, var det et lykkeland. I 1961 kom Norsk Koksverk, oprettet for fremstilling af koks, baseret på kul fra Svalbard, for derved at sikre norsk herredømme over øgruppen. Sikkerhedspolitik var langt vigtigere en lønsomhed. Der blev også bygget en ammoniakfabrik til udnyttelse af gassen fra koksfremstillingen. På det meste var der 3.200 ansatte ved jernværket. Men problemerne var betydelige. Mo i Rana blev et sted præget af støv, røg og tungt skiftarbejde, med Norges yngste befolkning, voksne mænd i industriarbejde og voksne kvinder som husmødre. De politiske spændinger var store, med voldsomme magtkampe indad i fagbevægelsen, og mangeårig overvågning af anderledes tænkende på venstresiden.
Statsindustrien gik i minus, og gradvis blev Rana omdefineret fra optimistisk fremtidstro til økonomisk katastrofe. De uophørlige overskridelser fortsatt til 1988, da Ap-regeringen under Gro Harlem Brundtland fik nok. Jern- og koksværket blev nedlagt, bortset fra produktion baseret på skrottet jern. Som kompensation fik Rana tildelt en række statlige virksomheder: NRKs licensafdeling, Nasjonalbiblioteket og Statens indkrævningscentral, alle med en stor andel kvindearbejdspladser. Pr 2021 har Rana et velfungerende erhvervsliv, men situationen minder om 1800-tallet med Norge som et Klondyke for udenlandsk kapital.